# Бобојешти (Њамц)
Бобојешти (рум. Boboiești) насеље је у Румунији у округу Њамц у општини Пипириг. Oпштина се налази на надморској висини од 667 m.

## Становништво
Према подацима из 2002. године у насељу је живело 1651 становника, од којих су сви румунске националности.